# Ariane candide
Chlorestes candida
Espèce
Statut de conservation UICN

 LC  : Préoccupation mineure
Statut CITES
L’Ariane candide (Chlorestes candida) est une espèce de colibris de la sous-famille des Trochilinae.

## Description
Le mâle a les parties supérieures bronze métallique ou bronze-vert avec le dos généralement plus vert ou verdâtre. La queue est bronze métallique traversée (à l'exception des rectrices médianes) par une large bande subterminale bronze-violacé foncé ou noirâtre nuancé de bronze-violacé. L'extrémité des paires de rectrices est gris-brunâtre terne. Les rémiges sont ardoise-brunâtre foncé ou sombre, légèrement teinté de violacé. Les parties inférieures sont blanches, recouvertes ou tachetées de vert-bronze métallique de la région malaire aux flancs incluant les sous-caudales qui sont généralement teintées de gris-brunâtre pâle. Le bec est noir terne avec la mandibule brunâtre pâle à pointe sombre. Les pattes sont sombres.

La femelle est similaire au mâle avec, sur certains spécimens, la partie terminale des rectrices externes plus grisâtre pâle.

## Distribution
L’Ariane candide est présente au Mexique (Yucatan et Chiapas), au sud du Guatemala, au Nicaragua, au Honduras et au Bélize.

Carte de répartition de l'espèce
Zone de nidification et d'hivernage
Zone d'hivernage

## Habitat
L'espèce fréquente les forêts semi-humides à humides de feuillus ainsi que les forêts hautes de seconde croissance.

## Sous-espèces
D'après la classification de référence (version 10.1, 2020) du Congrès ornithologique international, cette espèce est constituée des trois sous-espèces suivantes (ordre phylogénique) :
- C. candida genini (Meise, 1938) ;
- C. candida candida (Bourcier & Mulsant, 1846) ;
- C. candida pacifica (Griscom, 1929).

## Référence
(en) « Neotropical Birds Online », Cornell Lab of Ornithology, 25 juillet 2011